# Streptotinia
Streptotinia es un género de hongos en la familia Sclerotiniaceae.